# Mattogrossus colonoides
Mattogrossus colonoides är en insektsart som beskrevs av Rauno E. Linnavuori 1959. Mattogrossus colonoides ingår i släktet Mattogrossus och familjen dvärgstritar. Inga underarter finns listade i Catalogue of Life.